# Naltaş
Naltaş ist ein Ortsteil (Mahalle) im Landkreis Saimbeyli der türkischen Provinz Adana mit 89 Einwohnern (Stand: Ende 2024). Im Jahr 2011 zählte Naltaş 145 Einwohner.